# Lista de deputados estaduais de Mato Grosso da 6.ª legislatura
Essa é uma lista de deputados estaduais de Mato Grosso eleitos para o período 1967-1971. 30 deputados.

## Composição das bancadas
| Partido | Líder                 | Bancada | Posição  |
| ------- | --------------------- | ------- | -------- |
| ARENA   | Emanuel Pinheiro      | 23 / 30 | Governo  |
| MDB     | Júlio de Castro Pinto | 7 / 30  | Oposição |

## Deputados estaduais
| Número | Deputados estaduais eleitos       | Partido | Votação | Percentual | Cidade onde nasceu    | Unidade federativa |
| 11279  | Afro Stefanini                    | ARENA   | 3.071   |            | Cabrália Paulista     | São Paulo          |
| 15550  | Agápito de Paula Boeira           | MDB     | 2.522   |            | Tangará da Serra      | Mato Grosso        |
| 11819  | Alexandrino Marques               | ARENA   | 4.341   |            | Guiratinga            | Mato Grosso        |
| 15494  | Altair Antunes Brandão            | MDB     | 2.852   |            | Maringá               | Paraná             |
| 15296  | Américo Porfírio Nassif           | MDB     | 2.864   |            | Primavera do Leste    | Mato Grosso        |
| 11435  | Augusto Mário Vieira              | ARENA   | 6.565   |            | Cuiabá                | Mato Grosso        |
| 11793  | Cacildo Hugueney                  | ARENA   | 2.807   |            | Cáceres               | Mato Grosso        |
| 15850  | Carlos Souza Medeiros             | MDB     | 2.867   |            | Anastácio             | Mato Grosso do Sul |
| 11466  | Celso Müller do Amaral            | ARENA   | 2.768   |            | Dourados              | Mato Grosso do Sul |
| 15400  | Cleómenes Nunes da Cunha          | MDB     | 2.597   |            | Campo Grande          | Mato Grosso do Sul |
| 11987  | Emanuel Pinheiro da Silva Primo   | ARENA   | 7.578   |            | Cuiabá                | Mato Grosso        |
| 11449  | Ivo Anunciato Cerzósimo           | ARENA   | 2.675   |            | Dourados              | Mato Grosso do Sul |
| 11621  | João Chama                        | ARENA   | 3.271   |            | Tangará da Serra      | Mato Grosso        |
| 11882  | João de Paula Ribeiro             | ARENA   | 3.316   |            | Campo Grande          | Mato Grosso do Sul |
| 11617  | Joaquim Nunes Rocha               | ARENA   | 3.493   |            | Tocantinópolis        | Tocantins          |
| 11246  | José Cerveira                     | ARENA   | 2.968   |            | Campo Grande          | Mato Grosso do Sul |
| 11650  | José Ferreira de Freitas          | ARENA   | 3.770   |            | Limeira               | São Paulo          |
| 15633  | Júlio Mário Abott de Castro Pinto | MDB     | 3.606   |            | Campo Grande          | Mato Grosso do Sul |
| 11883  | Luiz Gonzaga Del Nero             | ARENA   | 3.471   |            | Vila Rica             | Mato Grosso        |
| 11425  | Luiz Thomaz de Aquino             | ARENA   | 3.196   |            | Várzea Grande         | Mato Grosso        |
| 11384  | Manoel de Oliveira Lima           | ARENA   | 3.471   |            | Sorriso               | Mato Grosso        |
| 11789  | Milton Teixeira de Figueiredo     | ARENA   | 5.453   |            | Barão de Melgaço      | Mato Grosso        |
| 11977  | Nelson Ramos de Almeida           | ARENA   | 3.363   |            | Cuiabá                | Mato Grosso        |
| 11664  | Oscar Soares                      | ARENA   | 3.747   |            | Água Boa              | Mato Grosso        |
| 11256  | Reinaldo Santos Morais            | ARENA   | 2.954   |            | Sinop                 | Mato Grosso        |
| 11215  | Renê Barbour                      | ARENA   | 3.642   |            | São José do Rio Preto | São Paulo          |
| 11254  | Sebastião Nunes da Cunha          | ARENA   | 3.290   |            | Porto Esperidião      | Mato Grosso        |
| 11589  | Ubaldo Barém                      | ARENA   | 4.466   |            | Ponta Porã            | Mato Grosso do Sul |
| 11444  | Valdevino Rodrigues Guimarães     | ARENA   | 5.882   |            | Sapezal               | Mato Grosso        |
| 15440  | Walter de Castro                  | MDB     | 3.048   |            | Maracaju              | Mato Grosso do Sul |